# Жердий, Григорий Фёдорович
Жердий Григорий Фёдорович (22 марта 1903, Великая Виска, Херсонская губерния — 1976, Кривой Рог, Днепропетровская область) — советский колхозник, мастер выращивания высоких урожаев пшеницы, бригадир полеводческой бригады. Герой Социалистического Труда (1948).

## Биография
Родился 22 марта 1903 года в селе Великая Виска, украинец. Работал в колхозе, куда вступил одним из первых.
В годы Великой Отечественной войны — гвардии рядовой, участник боевых действий. В ряды Рабоче-крестьянской Красной армии призван 14 марта 1944 года Большевисковским РВК. За боевые подвиги отмечен медалями.
В послевоенные годы продолжил работать в колхозе «Россия» Маловисковского района, где возглавлял полеводческую бригаду, которая получала неизменно высокие урожаи зерновых.
С 1964 года становится персональным пенсионером союзного значения.
Умер в 1976 году в городе Кривой Рог, где и похоронен.

## Награды
- Медаль «За боевые заслуги» (28 марта 1945)[1];
- Герой Социалистического Труда — указом Президиума Верховного Совета СССР от 29 марта 1947 года за получение высоких урожаев пшеницы и ржи при выполнении колхозом обязательных поставок и натуроплаты за работу МТС в 1947 году и обеспеченности семенами зерновых культур для весеннего сева 1948 года, с вручением ордена Ленина и золотой медали «Серп и Молот»;
- Персональный пенсионер союзного значения (1964);
- Медали.